# 刘翔浩
刘翔浩（1965年—），湖南祁阳人，汉族，中华人民共和国政治人物、第十二届全国人民代表大会湖南地区代表。
毕业于湖南大学工商企业管理专业。担任湖南金浩茶油股份有限公司董事长。2008年起担任全国人大代表。2013年，担任全国人大代表。